# Llista de rellotges de sol del Vallès Oriental - Depressió Prelitoral
Llista de rellotges de sol instal·lats de forma permanent en espais públics de la part de la Depressió Prelitoral corresponent al Vallès Oriental, entre la serralada Prelitoral i la Litoral.

## Canovelles
| Nom                                            | Descripció        | Localització                    | Coordenades                                          | Fitxa | Imatge                                                             |
| ---------------------------------------------- | ----------------- | ------------------------------- | ---------------------------------------------------- | ----- | ------------------------------------------------------------------ |
| Ca la Partagassa, fàbrica de cervesa ecològica |                   | Canovelles Ctra. C-1415b km 9,5 | 41° 37′ 32″ N, 2° 15′ 28″ E / 41.625517°N,2.257783°E | fitxa | Carregueu una nova foto                                            |
| Ca l'Amell Xic                                 |                   | Canovelles Ctra. C-1415b km 9   | 41° 37′ 35″ N, 2° 15′ 16″ E / 41.626400°N,2.254417°E | fitxa | Carregueu una nova foto                                            |
| Can Bernat Serra                               | Inscripció: 1,947 | Canovelles                      | 41° 38′ 09″ N, 2° 15′ 35″ E / 41.635800°N,2.259800°E | fitxa | Carregueu una nova foto                                            |
| Can Marquès                                    |                   | Canovelles                      | 41° 38′ 03″ N, 2° 15′ 18″ E / 41.634250°N,2.254933°E | fitxa | Carregueu una nova foto                                            |
| Can Valls                                      |                   | Canovelles C. de l'Església, 1  | 41° 37′ 24″ N, 2° 16′ 40″ E / 41.623433°N,2.277833°E | fitxa | Can Valls (Canovelles) · Vegeu més fotos · Carregueu una nova foto |

## Cardedeu
| Nom                                         | Descripció                                                          | Localització                                           | Coordenades                                            | Fitxa | Imatge                                                            |
| ------------------------------------------- | ------------------------------------------------------------------- | ------------------------------------------------------ | ------------------------------------------------------ | ----- | ----------------------------------------------------------------- |
| Avinguda del Rei en Jaume, 419-421          | Ceràmica                                                            | Cardedeu Av. del Rei en Jaume, 419-421                 |                                                        | fitxa | Carregueu una nova foto                                           |
| Carrer Joan Maragall, 9                     | Ceràmica                                                            | Cardedeu C. Joan Maragall, 9                           |                                                        | fitxa | Carregueu una nova foto                                           |
| Can Morató                                  |                                                                     | Cardedeu                                               |                                                        | fitxa | Carregueu una nova foto                                           |
| Carretera de Cànoves, 115                   |                                                                     | Cardedeu Ctra. de Cànoves, 115                         |                                                        | fitxa | Carregueu una nova foto                                           |
| Club Tennis Cardedeu                        |                                                                     | Cardedeu Parc els Pinetons                             | 41° 38′ 29″ N, 2° 21′ 14″ E / 41.641300°N,2.353883°E   | fitxa | Carregueu una nova foto                                           |
| Mas Cal Mestre Domingo                      |                                                                     | Cardedeu                                               | 41° 40′ 24″ N, 2° 21′ 08″ E / 41.673350°N,2.352233°E   | fitxa | Carregueu una nova foto                                           |
| Molí de Can Maspons                         |                                                                     | Cardedeu Ctra. a Cànoves                               |                                                        | fitxa | Carregueu una nova foto                                           |
| Passeig Font dels Oms, 64                   | Rajoles                                                             | Cardedeu Pg. Font dels Oms, 64                         |                                                        | fitxa | Carregueu una nova foto                                           |
| Passeig Font dels Oms cantonada Abad Marcet |                                                                     | Cardedeu Pg. Font dels Oms - Abad Marcet               |                                                        | fitxa | Carregueu una nova foto                                           |
| Carrer Convent, 2                           |                                                                     | Cardedeu C. Convent, 2                                 | 41° 38′ 43″ N, 2° 21′ 25″ E / 41.645350°N,2.356900°E   | fitxa | Carregueu una nova foto                                           |
| Carrer Sant Josep Oriol, 26                 | Inscripció: Es hora d'ésser feliç                                   | Cardedeu C. Sant Josep Oriol, 26                       | 41° 38′ 29″ N, 2° 21′ 24″ E / 41.641329°N,2.356608°E   | fitxa | Carregueu una nova foto                                           |
| Carrer Cervantes, 55                        |                                                                     | Cardedeu C. Cervantes, 55                              | 41° 38′ 28″ N, 2° 21′ 23″ E / 41.641245°N,2.356436°E   | fitxa | Carregueu una nova foto                                           |
| Carrer Escultor Llimona, 4                  |                                                                     | Cardedeu C. Escultor Llimona, 4                        | 41° 38′ 36″ N, 2° 21′ 14″ E / 41.6432827°N,2.3538939°E | fitxa | Carregueu una nova foto                                           |
| Carrer Joan Maragall, 1                     |                                                                     | Cardedeu C. Joan Maragall, 1                           | 41° 38′ 34″ N, 2° 21′ 40″ E / 41.6427762°N,2.361049°E  | fitxa | Carregueu una nova foto                                           |
| Carrer Penya, 39                            | Inscripció: Quan el sol riu d'alegria / jo marco les hores del dia  | Cardedeu C. Penya, 39                                  | 41° 38′ 41″ N, 2° 21′ 20″ E / 41.644776°N,2.355551°E   | fitxa | Carregueu una nova foto                                           |
| Carrer Tries de Bes, 74                     | Inscripció: Jo sense sol i tu sense fe no som res                   | Cardedeu C. Tries de Bes, 74                           | 41° 38′ 31″ N, 2° 21′ 19″ E / 41.6418545°N,2.355249°E  | fitxa | Carregueu una nova foto                                           |
| Ca l'Andreu                                 | Inscripció: Restaurant l'any 2007                                   | Cardedeu Crta. de Cànoves km 1,2                       | 41° 39′ 02″ N, 2° 21′ 30″ E / 41.650583°N,2.358417°E   | fitxa | Carregueu una nova foto                                           |
| Can Buixadera                               |                                                                     | Cardedeu Av. Sant Antoni de Vilamajor                  | 41° 38′ 55″ N, 2° 22′ 02″ E / 41.648709°N,2.367103°E   | fitxa | Carregueu una nova foto                                           |
| Can Calau                                   | Inscripció: MCMXXVII / A. Vila                                      | Cardedeu                                               | 41° 39′ 38″ N, 2° 21′ 35″ E / 41.660536°N,2.359713°E   | fitxa | Carregueu una nova foto                                           |
| Can Jallé                                   | Inscripció: El temps passa, aprofita'l bé                           | Cardedeu Av. Montells, 4                               | 41° 38′ 36″ N, 2° 21′ 06″ E / 41.643195°N,2.351591°E   | fitxa | Carregueu una nova foto                                           |
| Can Llança (Cardedeu)                       | Inscripció: El Sol lluu per a tots                                  | Cardedeu Av. Àngel Guimerà, 297                        | 41° 38′ 44″ N, 2° 21′ 34″ E / 41.645674°N,2.359379°E   | fitxa | Can Llança (Cardedeu) · Vegeu més fotos · Carregueu una nova foto |
| Can Mas                                     |                                                                     | Cardedeu C. Acàcies, 34                                | 41° 38′ 31″ N, 2° 21′ 30″ E / 41.641996°N,2.358425°E   | fitxa | Carregueu una nova foto                                           |
| Can Maspons                                 |                                                                     | Cardedeu Crta. a Cànoves                               | 41° 39′ 44″ N, 2° 21′ 28″ E / 41.662224°N,2.357886°E   | fitxa | Carregueu una nova foto                                           |
| Can Pere Xic                                |                                                                     | Cardedeu                                               | 41° 39′ 01″ N, 2° 21′ 05″ E / 41.650294°N,2.351313°E   | fitxa | Carregueu una nova foto                                           |
| Can Pujadetes                               |                                                                     | Cardedeu                                               | 41° 37′ 34″ N, 2° 22′ 02″ E / 41.626201°N,2.36709°E    | fitxa | Carregueu una nova foto                                           |
| Can Ribes                                   |                                                                     | Cardedeu Torrent del Fou                               | 41° 37′ 09″ N, 2° 21′ 20″ E / 41.619099°N,2.355677°E   | fitxa | Carregueu una nova foto                                           |
| Carrer del Convent, 33                      | Inscripció: Tota veritat, la seva hora / Tota hora, la seva veritat | Cardedeu C. del Convent, 33                            | 41° 38′ 43″ N, 2° 21′ 31″ E / 41.645350°N,2.358500°E   | fitxa | Carregueu una nova foto                                           |
| Carrer Llinars, 29                          | Rajoles                                                             | Cardedeu C. Llinars, 29                                | 41° 38′ 18″ N, 2° 22′ 02″ E / 41.638264°N,2.367089°E   | fitxa | Carregueu una nova foto                                           |
| Carretera de Cànoves                        |                                                                     | Cardedeu Ctra. de Cànoves, km 0,2                      | 41° 38′ 59″ N, 2° 21′ 35″ E / 41.64986°N,2.359703°E    | fitxa | Carregueu una nova foto                                           |
| Casa l'Avi Artesà                           |                                                                     | Cardedeu Av. del Rei en Jaume                          | 41° 38′ 13″ N, 2° 21′ 21″ E / 41.636888°N,2.355724°E   | fitxa | Carregueu una nova foto                                           |
| Monument a Joan Amades                      | Equatorial. Inscripció: Mentre fa sol compto les hores              | Cardedeu Jardins del pg. de la Riera - c. Lluís Llibre | 41° 38′ 22″ N, 2° 21′ 12″ E / 41.639500°N,2.353317°E   | fitxa | Monument a Joan Amades (Cardedeu) · Carregueu una nova foto       |
| L'Hort d'en Quim                            |                                                                     | Cardedeu C. Acàcies, 32                                | 41° 38′ 31″ N, 2° 21′ 30″ E / 41.641817°N,2.358446°E   | fitxa | Carregueu una nova foto                                           |
| Polígon Industrial                          | Inscripció: Tempus breve est                                        | Cardedeu Ctra. BV-5105 de la Roca km 3. P.I.           | 41° 37′ 08″ N, 2° 21′ 02″ E / 41.618808°N,2.350452°E   | fitxa | Carregueu una nova foto                                           |
| Can Cuiàs                                   | Inscripció: Can Cuyas                                               | Cardedeu El Rieral                                     | 41° 39′ 14″ N, 2° 21′ 43″ E / 41.653750°N,2.3620833°E  | fitxa | Can Cuiàs (Cardedeu) · Carregueu una nova foto                    |
| Can Gurí                                    |                                                                     | Cardedeu El Rieral                                     | 41° 40′ 05″ N, 2° 21′ 35″ E / 41.668167°N,2.359700°E   | fitxa | Carregueu una nova foto                                           |

## Les Franqueses del Vallès
| Nom                                           | Descripció                                                                | Localització                                                                | Coordenades                                          | Fitxa | Imatge                                                            |
| --------------------------------------------- | ------------------------------------------------------------------------- | --------------------------------------------------------------------------- | ---------------------------------------------------- | ----- | ----------------------------------------------------------------- |
| Can Sabater                                   |                                                                           | Les Franqueses del Vallès                                                   | 41° 39′ 04″ N, 2° 20′ 13″ E / 41.651017°N,2.336952°E | fitxa | Carregueu una nova foto                                           |
| Cal Xiquet                                    |                                                                           | Les Franqueses del Vallès Corró d'Amunt                                     | 41° 40′ 25″ N, 2° 19′ 21″ E / 41.673579°N,2.322608°E | fitxa | Carregueu una nova foto                                           |
| Can Bertran                                   | Inscripció: Año 1959                                                      | Les Franqueses del Vallès Davant l'ermita de Sant Mamet. Corró d'Amunt      | 41° 40′ 18″ N, 2° 19′ 45″ E / 41.671533°N,2.329082°E | fitxa | Carregueu una nova foto                                           |
| Can Blanxart                                  |                                                                           | Les Franqueses del Vallès Corró d'Amunt                                     | 41° 40′ 01″ N, 2° 19′ 23″ E / 41.667051°N,2.323103°E | fitxa | Carregueu una nova foto                                           |
| Can Blanxart - casa auxiliar                  |                                                                           | Les Franqueses del Vallès Corró d'Amunt                                     | 41° 40′ 01″ N, 2° 19′ 26″ E / 41.667071°N,2.32385°E  | fitxa | Carregueu una nova foto                                           |
| Can Borra                                     | Inscripció: Any 1946                                                      | Les Franqueses del Vallès Corró d'Amunt                                     | 41° 40′ 21″ N, 2° 19′ 08″ E / 41.672367°N,2.318973°E | fitxa | Carregueu una nova foto                                           |
| Can Bruguera                                  | Inscripció: Any 1848                                                      | Les Franqueses del Vallès Ctra. BV 5151 km 6,5. Corró d'Amunt               | 41° 40′ 31″ N, 2° 19′ 52″ E / 41.675351°N,2.331172°E | fitxa | Carregueu una nova foto                                           |
| Can Cabessa                                   |                                                                           | Les Franqueses del Vallès Corró d'Amunt                                     | 41° 40′ 15″ N, 2° 20′ 29″ E / 41.670873°N,2.341435°E | fitxa | Carregueu una nova foto                                           |
| Can Camp                                      |                                                                           | Les Franqueses del Vallès Al costat de l'ermita de St. Mamet. Corró d'Amunt | 41° 40′ 13″ N, 2° 19′ 45″ E / 41.670215°N,2.329187°E | fitxa | Carregueu una nova foto                                           |
| Can Cot                                       | Inscripció: Can Cot                                                       | Les Franqueses del Vallès Corró d'Amunt                                     | 41° 39′ 44″ N, 2° 19′ 17″ E / 41.662222°N,2.321389°E | fitxa | Carregueu una nova foto                                           |
| Can Jordi Grau                                | Inscripció: Quod Petis Umbra Est                                          | Les Franqueses del Vallès Ctra. de les Franqueses a Cànoves. Corró d'Amunt  | 41° 40′ 14″ N, 2° 19′ 59″ E / 41.670556°N,2.333056°E | fitxa | Carregueu una nova foto                                           |
| Can Marí                                      |                                                                           | Les Franqueses del Vallès Corró d'Amunt                                     | 41° 39′ 31″ N, 2° 19′ 47″ E / 41.65872°N,2.329611°E  | fitxa | Carregueu una nova foto                                           |
| Can Monells                                   |                                                                           | Les Franqueses del Vallès Corró d'Amunt                                     | 41° 40′ 18″ N, 2° 19′ 08″ E / 41.671755°N,2.318837°E | fitxa | Carregueu una nova foto                                           |
| Can Puigoriol                                 | Inscripció: 1976                                                          | Les Franqueses del Vallès Corró d'Amunt                                     | 41° 40′ 38″ N, 2° 20′ 37″ E / 41.677347°N,2.343702°E | fitxa | Carregueu una nova foto                                           |
| Can Puix                                      | Inscripció: El temps passa aprofitel be                                   | Les Franqueses del Vallès Corró d'Amunt                                     |                                                      | fitxa | Carregueu una nova foto                                           |
| Can Sauquet                                   | Rajoles                                                                   | Les Franqueses del Vallès Corró d'Amunt                                     | 41° 40′ 11″ N, 2° 19′ 55″ E / 41.669823°N,2.332051°E | fitxa | Can Sauquet (les Franqueses del Vallès) · Carregueu una nova foto |
| Can Seguí                                     | Inscripció: 1987                                                          | Les Franqueses del Vallès Crta. BV 5151 km 7,5. Corró d'Amunt               | 41° 40′ 59″ N, 2° 20′ 05″ E / 41.683152°N,2.334586°E | fitxa | Carregueu una nova foto                                           |
| Can Viure                                     | Inscripció: MMIV / Can Viure                                              | Les Franqueses del Vallès Ctra. BV-5151 de Cànoves km 3,5. Corró d'Amunt    | 41° 39′ 28″ N, 2° 19′ 22″ E / 41.657778°N,2.322778°E | fitxa | Carregueu una nova foto                                           |
| Can Xico                                      | Inscripció: 1921 - 2001                                                   | Les Franqueses del Vallès Corró d'Amunt                                     | 41° 40′ 40″ N, 2° 20′ 16″ E / 41.677673°N,2.337663°E | fitxa | Carregueu una nova foto                                           |
| Plaça de la Font de Sta. Eulàlia, 3           |                                                                           | Les Franqueses del Vallès Pl. de la Font de Sta. Eulàlia, 3. Corró d'Avall  | 41° 37′ 55″ N, 2° 18′ 12″ E / 41.632050°N,2.303250°E | fitxa | Carregueu una nova foto                                           |
| C. Catalunya, 4                               | Rajoles                                                                   | Les Franqueses del Vallès C. Catalunya, 4. Llerona                          | 41° 38′ 47″ N, 2° 17′ 52″ E / 41.646456°N,2.297651°E | fitxa | Carregueu una nova foto                                           |
| Ca l'Eimeric                                  |                                                                           | Les Franqueses del Vallès Llerona                                           | 41° 39′ 32″ N, 2° 18′ 35″ E / 41.65892°N,2.309733°E  | fitxa | Carregueu una nova foto                                           |
| Can Baldich                                   | Inscripció: 1891                                                          | Les Franqueses del Vallès Camí de Can Baldich. Llerona                      | 41° 39′ 03″ N, 2° 17′ 43″ E / 41.650833°N,2.295278°E | fitxa | Carregueu una nova foto                                           |
| Can Boixareu                                  | Inscripció: Moliné - Any 2005 - Boixareu / Només la llum és la teva regla | Les Franqueses del Vallès C. Josep M. Boixareu Ginesta, 3. Llerona          | 41° 39′ 14″ N, 2° 17′ 49″ E / 41.653833°N,2.296883°E | fitxa | Carregueu una nova foto                                           |
| Can Capella                                   | Inscripció: 1850                                                          | Les Franqueses del Vallès Al costat del Consell del Poble. Llerona          | 41° 38′ 59″ N, 2° 17′ 21″ E / 41.649833°N,2.289183°E | fitxa | Carregueu una nova foto                                           |
| Can Carrasquet                                |                                                                           | Les Franqueses del Vallès Camí de les Escoles. Llerona                      | 41° 39′ 01″ N, 2° 17′ 28″ E / 41.650200°N,2.291217°E | fitxa | Carregueu una nova foto                                           |
| Can Grau Xic                                  |                                                                           | Les Franqueses del Vallès Prop dels Gorgs. Llerona                          | 41° 39′ 41″ N, 2° 18′ 34″ E / 41.661469°N,2.309417°E | fitxa | Carregueu una nova foto                                           |
| Can Pep                                       |                                                                           | Les Franqueses del Vallès Camí de Can Bou, 10. Llerona                      | 41° 39′ 20″ N, 2° 17′ 29″ E / 41.655594°N,2.291475°E | fitxa | Carregueu una nova foto                                           |
| Can Pla                                       |                                                                           | Les Franqueses del Vallès Des de Can Rosanes. Llerona                       |                                                      | fitxa | Carregueu una nova foto                                           |
| Can Rimbau                                    | Inscripció: Nihil novum sub sole                                          | Les Franqueses del Vallès Ctra. de l'Ametlla a Llerona                      | 41° 39′ 10″ N, 2° 17′ 13″ E / 41.652883°N,2.286941°E | fitxa | Carregueu una nova foto                                           |
| Can Vila                                      |                                                                           | Les Franqueses del Vallès C. Catalunya, 5. Llerona                          |                                                      | fitxa | Carregueu una nova foto                                           |
| Can Vinyó                                     | Inscripció: J. Vilageliu - 1944                                           | Les Franqueses del Vallès Camí de l'Escola. Llerona                         |                                                      | fitxa | Carregueu una nova foto                                           |
| Església parroquial de Santa Maria de Llerona |                                                                           | Les Franqueses del Vallès Llerona                                           | 41° 39′ 00″ N, 2° 18′ 03″ E / 41.649997°N,2.300784°E | fitxa | Carregueu una nova foto                                           |
| Masia Bosch del Pla                           | Rajoles                                                                   | Les Franqueses del Vallès Ctra. l'Ametlla Vallès a Llerona                  |                                                      | fitxa | Carregueu una nova foto                                           |
| Ca l'Enric                                    | Inscripció: Ca l'Enric / Si fa sol (pentagrama)                           | Les Franqueses del Vallès Ctra. a Cardedeu. Marata                          | 41° 38′ 50″ N, 2° 19′ 14″ E / 41.647317°N,2.320633°E | fitxa | Carregueu una nova foto                                           |
| Cal Sastre                                    |                                                                           | Les Franqueses del Vallès Marata                                            | 41° 39′ 14″ N, 2° 20′ 08″ E / 41.653987°N,2.335579°E | fitxa | Carregueu una nova foto                                           |
| Can Girbau                                    |                                                                           | Les Franqueses del Vallès Ctra. BV5151 de Cànoves km 2. Marata              | 41° 38′ 34″ N, 2° 18′ 47″ E / 41.642778°N,2.313056°E | fitxa | Carregueu una nova foto                                           |
| Can Jaumira                                   | Inscripció: Can Jaumira                                                   | Les Franqueses del Vallès Darrere l'església. Marata                        | 41° 38′ 47″ N, 2° 19′ 20″ E / 41.646333°N,2.322300°E | fitxa | Carregueu una nova foto                                           |
| Can Paytuví                                   | Rajoles                                                                   | Les Franqueses del Vallès Marata                                            | 41° 39′ 21″ N, 2° 19′ 53″ E / 41.655727°N,2.331283°E | fitxa | Carregueu una nova foto                                           |
| Can Pericàs                                   | Inscripció: Qualsevol nit pot sortir el sol                               | Les Franqueses del Vallès Ctra. de Marata a Cardedeu                        | 41° 39′ 02″ N, 2° 18′ 54″ E / 41.650556°N,2.315000°E | fitxa | Carregueu una nova foto                                           |
| Can Ramis                                     |                                                                           | Les Franqueses del Vallès Marata                                            | 41° 39′ 01″ N, 2° 19′ 13″ E / 41.6504°N,2.320314°E   | fitxa | Carregueu una nova foto                                           |
| Can Tarafa                                    | Inscripció: Can Tarafa                                                    | Les Franqueses del Vallès Ctra BV5151 de Cànoves km 2. Marata               | 41° 38′ 35″ N, 2° 18′ 58″ E / 41.643056°N,2.316111°E | fitxa | Carregueu una nova foto                                           |
| Can Vergés                                    |                                                                           | Les Franqueses del Vallès Pla de Llerona                                    |                                                      | fitxa | Carregueu una nova foto                                           |
| Can Riera                                     |                                                                           | Les Franqueses del Vallès                                                   | 41° 39′ 37″ N, 2° 19′ 40″ E / 41.660276°N,2.327803°E |       | Can Riera(les Franqueses del Vallès) · Carregueu una nova foto    |

## Granollers
| Nom                                 | Descripció | Localització                                                     | Coordenades                                          | Fitxa | Imatge                                                                  |
| ----------------------------------- | --- | ---------------------------------------------------------------- | ---------------------------------------------------- | ----- | ----------------------------------------------------------------------- |
| Can Mònic                           | | Granollers C. Primer Marquès de les Franqueses, 148              | 41° 37′ 18″ N, 2° 17′ 36″ E / 41.621667°N,2.293333°E | fitxa | Carregueu una nova foto                                                 |
| Carrer de Corró, 211                | Rajoles | Granollers C. de Corró, 211                                      | 41° 36′ 55″ N, 2° 17′ 25″ E / 41.615400°N,2.290283°E | fitxa | Carregueu una nova foto                                                 |
| Ca la Rita                          | Inscripció: Jo sense Sol i Tu sense fè No valem rès                                                                                    | Granollers Ctra. BP km. 14,2                                     | 41° 34′ 50″ N, 2° 17′ 03″ E / 41.580558°N,2.284217°E | fitxa | Carregueu una nova foto                                                 |
| Camí de Can Rei                     | | Granollers Ctra. BP 5002 km 14,2                                 | 41° 34′ 50″ N, 2° 17′ 04″ E / 41.580448°N,2.284546°E | fitxa | Carregueu una nova foto                                                 |
| Can Botey                           | | Granollers Pl. de la Font Verda                                  | 41° 36′ 29″ N, 2° 17′ 35″ E / 41.607983°N,2.293167°E | fitxa | Carregueu una nova foto                                                 |
| Can Climent                         | | Granollers                                                       | 41° 35′ 23″ N, 2° 16′ 08″ E / 41.589801°N,2.268872°E | fitxa | Carregueu una nova foto                                                 |
| Can Malu                            | | Granollers                                                       | 41° 34′ 41″ N, 2° 17′ 13″ E / 41.577987°N,2.28688°E  | fitxa | Carregueu una nova foto                                                 |
| Can Masferrer                       | Inscripció: Yo sense sol y tu sense fe no valem rres                                                                                   | Granollers                                                       | 41° 34′ 43″ N, 2° 17′ 15″ E / 41.578578°N,2.287503°E | fitxa | Carregueu una nova foto                                                 |
| Can Pastor                          | | Granollers                                                       | 41° 35′ 53″ N, 2° 16′ 27″ E / 41.598003°N,2.274175°E | fitxa | Carregueu una nova foto                                                 |
| Can Plantada Nou                    | Inscripció: Can Plantada Nou | Granollers Travessia del carrer Camí Ral                         | 41° 34′ 27″ N, 2° 16′ 52″ E / 41.57417°N,2.28107°E   | fitxa | Carregueu una nova foto                                                 |
| Can Plantada                        | | Granollers C. Can Malla                                          | 41° 34′ 33″ N, 2° 16′ 44″ E / 41.575965°N,2.279007°E | fitxa | Carregueu una nova foto                                                 |
| La Masia del Pi                     | Inscripció: Depressa fugen les hores. Depressa i no tornen més. Aprofita l'hora dels encants primers. Aprofita l'hora que no torna més | Granollers C. Galileo Galilei, 17. Pol. Ind. El Coll de la Manya | 41° 35′ 39″ N, 2° 16′ 00″ E / 41.594266°N,2.266677°E | fitxa | Carregueu una nova foto                                                 |
| Llibreria Carbó                     | Inscripció: J. Botey / Any 1930 | Granollers C. Nou, 31                                            | 41° 36′ 25″ N, 2° 17′ 19″ E / 41.606950°N,2.288483°E | fitxa | Carregueu una nova foto                                                 |
| Plaça de Jaume I el Conqueridor, 15 | Inscripció: Tempus fvgit | Granollers Pl. de Jaume I el Conqueridor, 15                     | 41° 37′ 09″ N, 2° 17′ 32″ E / 41.619117°N,2.292283°E | fitxa | Carregueu una nova foto                                                 |
| Plaça del Rellotge de Sol           | Horitzontal | Granollers Entre els carrers Ripollès i Rosselló. Lledoner       | 41° 37′ 07″ N, 2° 17′ 22″ E / 41.618500°N,2.289433°E | fitxa | Carregueu una nova foto                                                 |
| Carrer Sant Josep, 7                | Inscripció: 1877 | Granollers Palou                                                 | 41° 34′ 55″ N, 2° 17′ 04″ E / 41.582033°N,2.284317°E | fitxa | Carregueu una nova foto                                                 |
| Can Malla                           | | Granollers Ctra. de Montmeló a Granollers. Palou                 | 41° 34′ 35″ N, 2° 16′ 41″ E / 41.576358°N,2.278046°E | fitxa | Carregueu una nova foto                                                 |
| Can Maiol                           | | Granollers Camí Ral. Palou                                       | 41° 35′ 07″ N, 2° 16′ 50″ E / 41.585167°N,2.280417°E | fitxa | Carregueu una nova foto                                                 |
| Can Regalat                         | | Granollers C. de Sant Josep, 1. Palou                            | 41° 34′ 55″ N, 2° 17′ 02″ E / 41.582083°N,2.283917°E | fitxa | Carregueu una nova foto                                                 |
| Can Riba de la Serra                | Inscripció: Que Deu ens dongui una bona hora                                                                                           | Granollers Palou                                                 | 41° 34′ 29″ N, 2° 16′ 05″ E / 41.574602°N,2.267986°E | fitxa | Carregueu una nova foto                                                 |
| Granja Ginesta                      | | Granollers Camí Junyent. Palou                                   | 41° 34′ 53″ N, 2° 16′ 52″ E / 41.581467°N,2.280983°E | fitxa | Carregueu una nova foto                                                 |
| Parròquia de Sant Julià de Palou    | | Granollers Pl. Canonge Josep Oliveres (façana lateral). Palou    | 41° 35′ 11″ N, 2° 16′ 44″ E / 41.586283°N,2.278800°E | fitxa | Parròquia de Sant Julià de Palou (Granollers) · Carregueu una nova foto |
| Carrer Sant Jordi                   | Inscripció: 1889 1995 | Granollers C. Sant Jordi. Sant Joan                              | 41° 34′ 40″ N, 2° 16′ 59″ E / 41.577902°N,2.283075°E | fitxa | Carregueu una nova foto                                                 |

## Mollet del Vallès
| Nom                           | Descripció                                              | Localització                                                 | Coordenades                                            | Fitxa | Imatge                                                                      |
| ----------------------------- | ------------------------------------------------------- | ------------------------------------------------------------ | ------------------------------------------------------ | ----- | --------------------------------------------------------------------------- |
| Edifici Mollet                | Inscripció: Edifici Mollet                              | Mollet del Vallès                                            |                                                        | fitxa | Carregueu una nova foto                                                     |
| Restaurant Can Prat           |                                                         | Mollet del Vallès Av. Can Prat                               | 41° 32′ 14″ N, 2° 13′ 21″ E / 41.537333°N,2.222567°E   | fitxa | Carregueu una nova foto                                                     |
| Carrer de la Pineda Fosca, 66 | Rajoles                                                 | Mollet del Vallès C. de la Pineda Fosca, 66                  | 41° 31′ 52″ N, 2° 12′ 51″ E / 41.531200°N,2.214083°E   | fitxa | Carregueu una nova foto                                                     |
| Can Fonolleda                 |                                                         | Mollet del Vallès C. Castelao, 4                             |                                                        | fitxa | Carregueu una nova foto                                                     |
| Carrer Cristòfor Colom, 6     |                                                         | Mollet del Vallès C. Cristòfor Colom, 6                      | 41° 32′ 39″ N, 2° 12′ 39″ E / 41.5441369°N,2.2109036°E | fitxa | Carregueu una nova foto                                                     |
| La Marineta                   |                                                         | Mollet del Vallès C. Espanya, 7                              | 41° 32′ 23″ N, 2° 12′ 49″ E / 41.539683°N,2.213500°E   | fitxa | La Marineta (Mollet del Vallès) · Vegeu més fotos · Carregueu una nova foto |
| Rotonda del Rellotge          | Horitzontal. Inscripció: Només compto les hores serenes | Mollet del Vallès Ronda de la Farinera - av. Rafael Casanova | 41° 32′ 15″ N, 2° 12′ 08″ E / 41.537467°N,2.202267°E   | fitxa | Carregueu una nova foto                                                     |
| Can Querol                    |                                                         | Mollet del Vallès Gallecs                                    | 41° 33′ 50″ N, 2° 11′ 40″ E / 41.563933°N,2.194583°E   | fitxa | Carregueu una nova foto                                                     |
| Can Veire                     |                                                         | Mollet del Vallès Gallecs                                    | 41° 34′ 24″ N, 2° 11′ 53″ E / 41.573367°N,2.198133°E   | fitxa | Carregueu una nova foto                                                     |
| Masia Can Jornet              |                                                         | Mollet del Vallès Gallecs                                    | 41° 33′ 35″ N, 2° 12′ 07″ E / 41.559800°N,2.202083°E   | fitxa | Carregueu una nova foto                                                     |
| Camí Serra                    |                                                         | Mollet del Vallès Gallecs                                    | 41° 33′ 51″ N, 2° 11′ 24″ E / 41.564107°N,2.190063°E   | fitxa | Carregueu una nova foto                                                     |
| Can Cònsol                    | Horitzontal                                             | Mollet del Vallès Gallecs                                    | 41° 33′ 41″ N, 2° 12′ 34″ E / 41.561517°N,2.209517°E   | fitxa | Carregueu una nova foto                                                     |
| Casa al camí Serra            |                                                         | Mollet del Vallès Pista perpendicular al camí Serra. Gallecs | 41° 33′ 46″ N, 2° 11′ 29″ E / 41.562767°N,2.191276°E   | fitxa | Carregueu una nova foto                                                     |

## Montmeló
| Nom         | Descripció | Localització                 | Coordenades                                          | Fitxa | Imatge                  |
| ----------- | ---------- | ---------------------------- | ---------------------------------------------------- | ----- | ----------------------- |
| Can Butjosa |            | Montmeló Camí de Montmeló, 2 | 41° 33′ 21″ N, 2° 14′ 34″ E / 41.555717°N,2.242867°E | fitxa | Carregueu una nova foto |

## Parets del Vallès
| Nom                     | Descripció                                         | Localització                                   | Coordenades                                          | Fitxa | Imatge                                                                           |
| ----------------------- | -------------------------------------------------- | ---------------------------------------------- | ---------------------------------------------------- | ----- | -------------------------------------------------------------------------------- |
| Can Romeu               | Inscripció: Alabat sia Deu / parleu be si us plau  | Parets del Vallès Crta. C-17, km 16,5          | 41° 34′ 26″ N, 2° 14′ 54″ E / 41.573867°N,2.248417°E | fitxa | Can Romeu (Parets del Vallès) · Vegeu més fotos · Carregueu una nova foto        |
| Carrer Sant Joan, 12    |                                                    | Parets del Vallès C. Sant Joan, 12             |                                                      | fitxa | Carregueu una nova foto                                                          |
| Carrer Alzina, 7        |                                                    | Parets del Vallès C. Alzina, 7                 | 41° 33′ 29″ N, 2° 13′ 44″ E / 41.557982°N,2.228872°E | fitxa | Carregueu una nova foto                                                          |
| Ferros Tous             |                                                    | Parets del Vallès Ctra. C-17, km 17            | 41° 34′ 47″ N, 2° 15′ 12″ E / 41.579817°N,2.253400°E | fitxa | Carregueu una nova foto                                                          |
| La Casona, Vil·la Adela | Inscripció: La Casona                              | Parets del Vallès C. Lepant, 11                | 41° 34′ 03″ N, 2° 13′ 56″ E / 41.567498°N,2.232225°E | fitxa | La Casona (Parets del Vallès) · Vegeu més fotos · Carregueu una nova foto        |
| Masia Danone            | Inscripció: DA NObis solem / NEc non tenvem umbram | Parets del Vallès Recinte de la fàbrica Danone |                                                      | fitxa | Carregueu una nova foto                                                          |
| Torre d'en Malla        | Inscripció: Sense sol i sense fe la vida no es res | Parets del Vallès Gallecs                      | 41° 33′ 50″ N, 2° 12′ 41″ E / 41.563867°N,2.211417°E | fitxa | Torre d'en Malla (Parets del Vallès) · Vegeu més fotos · Carregueu una nova foto |
| Casa del Tren           | Rellotge rodó                                      | Parets del Vallès Cuartel de Levante, 75       | 41° 32′ 45″ N, 2° 13′ 59″ E / 41.545815°N,2.232947°E |       | Casa del Tren (Parets del Vallès) · Vegeu més fotos · Carregueu una nova foto    |